# Yusleidy Figueroa
Yusleidy Figueroa (9 de enero de 1993) es una  levantadora de pesas venezolana. Compitió en el evento femenino de 58 kg en los Juegos Olímpicos de Río de Janeiro 2016. También representó a Venezuela en los Juegos Olímpicos de Tokio 2020, Japón. Quedó en el sexto lugar en el evento femenino de 59 kg.